# けん玉

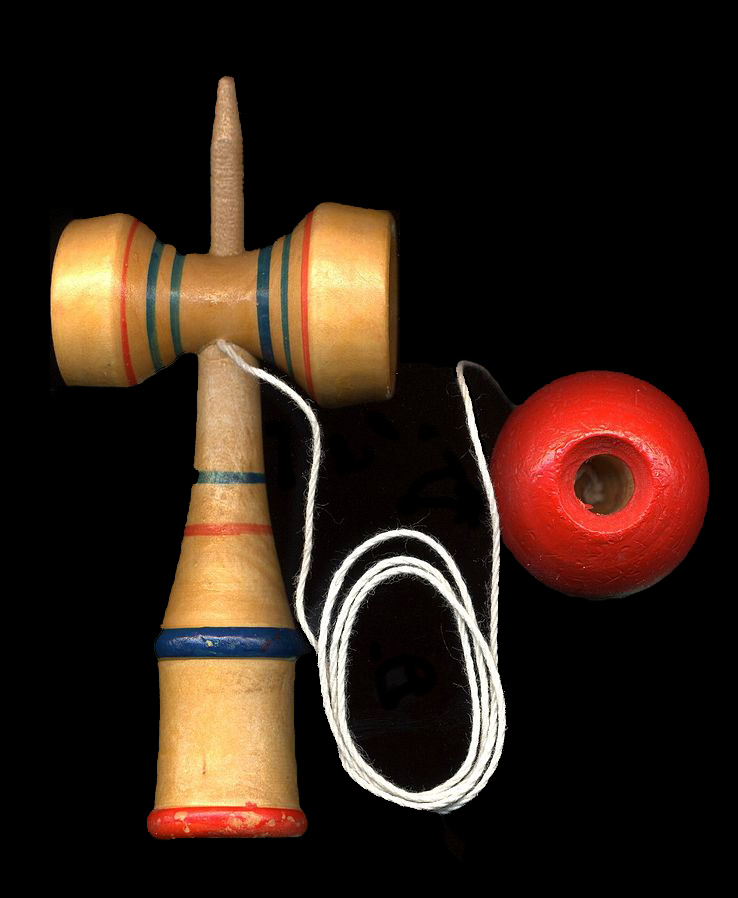
けん玉（伝統的玩具）

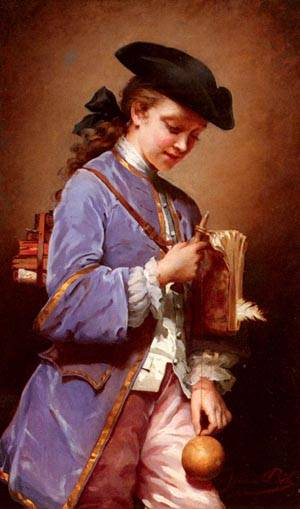
けん玉で遊ぶ人を描いた油絵。19世紀。

けん玉（けんだま）は、十字状の「けん（剣）」と穴の空いた「玉」で構成される玩具。オックスフォード・イングリッシュ・ディクショナリーには「柄の先端がカップ状になっている玩具。その柄には、糸によってボールが付けられている。それはボールを投げ上げ、カップ又はもう一方の先端の尖った部分で受けるためである。ゲームもこのようにして行なう」と説明がある。日本をはじめ、世界各国で遊ばれている。なお表記には剣玉、拳玉、剣球、拳球などがあるが、21世紀初頭では「けん玉」が一般的。
21世紀に入って世界的に流行する「KENDAMA」（英語版）は、日本発祥のけん玉で、1918年に広島県で考案された「日月ボール（にちげつボール）」が原型である。
一般社団法人日本記念日協会は「日月ボール」が実用新案として登録された5月14日を2017年に「けん玉の日」と制定している。
けん玉は海外でも「KENDAMA」と呼び、世界共通語として使われる。アジアやアメリカ、ヨーロッパなどでも大会やワークショップが開かれている。

## 歴史

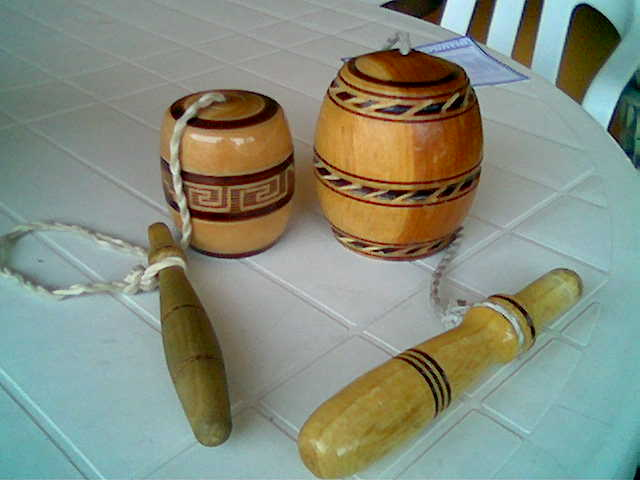
メキシコのバレロ（balero）

### 世界のけん玉
木製の棒や玉、リングなど、2つのものを糸または紐で結び、一方を引き上げまたは振り、もう一方に乗せる・穴を突起物にはめるような玩具は昔から世界中に存在する。けん玉は英語でカップ・アンド・ボール（Cup and Ball）、フランス語でビルボケ（bilboquet）、ドイツ語でクーゲル・ファング（Kugelfang）と呼び、けん玉の起源についてはいろいろな説があり、現在はまだ確認されていない。日本のアイヌ民族のウコ・カリ・カチュ、アメリカの五大湖周辺のインディアンに伝わっているジャグジェラ、エスキモーに伝わるアジャクゥァクなどもある。今日、けん玉の古い記録で確認できるのは、16世紀のフランスアンリ3世の頃で、ピエール・ド・エストワールが「1585年の夏、街角で子どもたちがよく遊んでいる“ビル・ボケ”を、王様たちも遊ぶようになった」と書いている。またフレデリック・グランフェルドの『GAMES OF THE WORLD』にも、国王アンリ3世が好んで遊んでいたという記事を載せていることからも裏づけられる。ビルは玉、ボケは小さい木のことで、木で作られた小さな玉で遊ぶという意味だったようで、ビルボケは紐付きの穴のあいたボールを、手に握った軸にさすという単純な遊びだったが、多くの人々が熱狂したと伝えられる。貴族や上流家庭のビル・ボケは象牙などを使い、彫刻がほどこされていたのでたいそう高価なものだった。ビルボケやメキシコのバレロ（balero）などは現在も現地にて販売されている。

### 日本におけるけん玉
現在世界各地にあるけん玉の多くはこのビル・ボケが、オランダなどを通じ伝わったものと考えられているが、フランスのビルボケが日本に伝わった証拠となる文献は確認されておらず、日本のけん玉のルーツについての詳細は不明である。外国の実物が伝ったのか、伝え聞いて似たものを作ったのか、日本でもっと古くからあったのか、どの可能性も残されていると考えられる。
日本の文献で確認できるのは江戸時代からであり、1830年に喜多村信節が著した『喜遊笑覧（きゆうしょうらん）』に「安永六七年の頃拳玉と云もの出來たり」という記載がある。これが「拳玉」という言葉の初出と見られている。この資料にはけん玉の図はなく文章で紹介されているだけだった。しかし、それよりも前の資料である1809年の義浪ぎろう編『拳会角力図会』に「すくいたまけん」としてけん玉が図つきで紹介されていることが1981年に判明した。幕末期の柳亭種彦作『明鴉墨画廼裲襠(あけがらすすみえのうちかけ)』第十三編上下の表紙には、拳玉をしている女性の絵が描かれている。
日本におけるけん玉は、あんえい6,7年（安永6年は1777年）のころ出て来たとあり、“匕玉拳”も“拳玉”も当時、国内唯一の開港地であった長崎から広まったものと考えられる。当時のけん玉は大人が酒席の遊戯具にした鹿角製のものがあったと文献に記されており、また遊びだけでなく、占いにも用いられたとされる。
明治時代になり、文部省発行の児童教育解説『童女筌』（どうじょせん、1876年）にて「盃及び玉」として紹介されてから、集中力や器用さを育む教具となって子どもの世界に浸透していく。江戸時代から明治時代までのけん玉は、棒と玉だけのけん玉でビル・ボケに近いスリムな玩具だった。

### けん玉と廿日市
広島県広島市の隣街佐伯郡廿日市町（現廿日市市）は、平安時代に平清盛が守護神として信仰した厳島の厳島神社を訪れる全国からの参拝者にとっての玄関口として古くから賑わっていた。廿日市は難読地名としても知られ、その名称は、鎌倉時代に毎月二十日に定期市が開かれていたことに由来する。厳島には神社や仏閣を建設修復するために鎌倉や京都などから大工や指物師が招集され、これをきっかけに木工技術が広がっていき、宮島細工や宮島杓子など広島の木工製品の発展へと繋がった。江戸時代には中国山地産の木材の集積港として繁栄し、傘用ろくろや廿日市そろばん、置物など木工業も発展した。明治時代には、廿日市の木工職人たちが、街を通る厳島神社の参拝者や旅人に買ってもらおうと、けん玉などの木製玩具の製造を始めた。明治初期の廿日市の人口3,000人のうち、1,000人が木工業関連に従事したとされる。この時代のけん玉のほとんどは、ヨーロッパの同類の玩具同様、一つの受け皿と紐で玉を結びつけた持ち手から成るものだった。大正時代に入り、同じ広島県呉市中通六丁目36番地に居住する江草濱次という職人が、1918年、それまでのけん玉を改良した『日月ボール（にちげつボール）』を考案し、同年10月1日に出願、翌1919年5月14日に実用新案として登録した。一般社団法人日本記念日協会は「日月ボール」が登録された5月14日を2017年に「けん玉の日」と制定している。江草が廿日市の木材加工技術に着目し、廿日市を訪れて家具小物づくりを行っていた本郷木工（現本郷）に製造を依頼。同社の本郷東平と江草濱次の共同作業で、1921年頃より廿日市で製造が始まった。江草が命名した「日月ボール」の名の由来は、丸い玉が真っ赤に燃え盛る太陽、三日月型に湾曲した皿が月のようだと宇宙を表現するロマンチックなものだった。日月ボールは、従来のけん玉を改良して受け皿3つ、持ち手、けん先を備えた玩具で、今の日本のけん玉の原型となった。それまでのけん玉は、球を刺すか、球を皿（盃）で受けるか、例外なくどちらか一つだった。両方を合体したものが日月ボールである。受け皿3つは日本独特けん玉である。尾崎織女日本玩具博物館学芸員は「何と前衛的な造形だろう。日月ボール型こそが日本オリジナル。一つの道具に多機能を詰め込む日本的モノづくりの志向性が感じられる」と称賛している。それまでの「1本の棒の両端に、けん先や皿で構成されていた物」から、さらに「鼓状の皿胴を組み合わせた」ことにより「日月ボール」は「ビル・ボケ」などから進化し、技や遊び方が大幅に広がった。またこの形状により、数え切れないほどの技が生み出された。廿日市では当初は全て手作業で製造していたが、1924年頃から動力の普及により、大量生産が可能となって売り上げも上昇。江草は「日月ボールの歌」というCMソングを作って大々的に販促をスタートした。この「日月ボール」が関西方面を中心に爆発的ヒット、大正時代から昭和の初期まで子どもから大人まで大ブームを興し、お寺の境内や神社で競技会が開かれるほどに盛り上がりを見せた。大正初期から昭和初期にかけては、けん玉は「日月ボール」と呼ばれた。この昭和初めの第一次けん玉ブームは、1921年の「日月ボール」誕生から僅か短期間のことで、これには江草濱次のグループが全国津々浦々を回り実演販売を行ったこと、本郷の販売ルートの開拓、今にいう代理店、当時の問屋の開拓に尽力した両方の成果とされる。当初は本郷木工一社のみでけん玉を製造していたが、生産が間に合わなくなり、廿日市の他の木工所にも協力を頼んだ。
昭和の初期にかけて、羽子板に玉をつけたものなど、いろいろなけん玉が現れた。戦後に数社がそれぞれ自社製品としてけん玉製造を始めた。発祥の地・廿日市では人気ピーク期の1970年代には、全国シェアの7割にあたる年間40万本程度が生産された。またアメリカなど、海外にも輸出した。時代が進むにつれ、新しいおもちゃやテレビゲームなどに押され、需要が激減。「日月ボール」ブームは過ぎ去り、やがてけん玉は、お土産用の絵付けデザインの民芸品の一つとして埋もれ始めた。昭和40年代の初め（1960年代半ば）頃までは木製のお土産品や玩具は全て国内で作っていたが、昭和40年代後半からは東南アジアに製造拠点が移った。廿日市のけん玉も時代のニーズの変遷と共に需要は激減し、木工玩具離れもあって製造業者も減少、1975年にはわずか3社となり、1998年には最後の一社も生産を中止し、廿日市におけるけん玉の歴史も一旦途絶えた。本郷東平の孫で現本郷の代表・本郷明義は「木製玩具は先が見えた。新しいものに切り替えなくてはいけない」とレクレーションに目を付け、ゲートボール用品などにシフトしたという。本郷のけん玉生産中止も1985年で、本郷は「恥ずかしい話だが、今日のような世界的ブームが訪れるとは夢にも思っていなかった。それが分かっていれば（けん玉製造を）止めることはなかった」と述べている。
廿日市でのけん玉製造の復活は2000年のこと。2000年代から、アメリカを中心に海外のストリートスポーツとしての人気の高まりを受け、廿日市が"けん玉の聖地"として認識されるようになった。近年、おしゃれに進化し、人気は世界へ広がっている。同市は2011年から、市内の小学一年生全員にけん玉を配布し、けん玉の普及を図っている。また2014年からけん玉ワールドカップ廿日市を開催している。けん玉ワールドカップの廿日市開催も2024年夏（7月27、28日）で10年を迎え、16カ国・地域の700人余が集結する予定だったが、約1000人が集結。海外で練習を積む競技者からは「廿日市行きが夢」との声も届くといわれる。わずかな期間で国内外にしっかり根付き、その浸透ぶりは驚きを持って迎えられ、これは廿日市の「シビックプライド」とも評価される。廿日市駅の南にある「廿日市駅前通り商店街」は、2014年4月に「けん玉商店街」と改名し、各店舗でけん玉をモチーフにした様々な料理のメニューや商品を開発するなど、地域おこしを行っている。同市内にはけんだま公園（新宮中央公園）や路上アートなど各所にけん玉のモニュメントがあふれている。廿日市で作られた多くのけん玉が、けん玉文化を作り上げてきたことから、広島県は2022年を「けん玉発祥100周年」とし「廿日市を生誕の地」とした。

### 日本での流行
日本でのけん玉の大流行は1907年、1924年、1933年とされている。
戦後から1955年頃にかけては、けん玉はメンコ、ビー玉、ベーゴマなどと共に、町の駄菓子屋で売られているぐらいだった。
このままではけんだまが消えてしまうと憂慮した有識者たちが立ち上がり、各地で『けんだまクラブ』が創設され、技や遊び方を後世に伝えようと奮闘。
1968年にクラシックギタリストの新間英雄（深谷伊三郎の息子で立川志らくの父）が東京けん玉クラブを設立。
1975年には童話作家の藤原一生により、東京都田無市(現・西東京市)で日本けん玉協会が設立された。上述の新間英雄らが開発したS型けん玉をベースにした競技用けん玉を認定けん玉とし、その普及のほか、けん玉道級段位認定制度、全国競技会の運営等に取り組む。新たに生み出された技の難易度による級や段位、ルールが制定され、競技用けんだまの開発がされたことで、一気にスポーツとして発展していった。全国レベルでのルール統一がけん玉競技の公平性を担保し、普及・発展に寄与した。一方で、けん玉道として規定された型や持ち方、動作の細部に至るまでの徹底したルール化が原因でけん玉の遊び方が画一化し、各地の伝統的な遊び方が失われ、創意工夫の土壌が失われてしまったのではないかという指摘もある。
1976年には、宮城県で競技用モデルが製作され、これらのけん玉はS型けん玉と呼ばれるようになった。1977年は「けん玉ルネッサンス」といわれる爆発的な大流行があった。この流行には、皿胴に糸を出す穴を開けるなど合理的な設計がされた競技用けん玉が普及したことが影響している。1979年、田無市で第1回けん玉道全日本選手権大会が開催された。1983年には熊本県小国町で、第1回けん玉道西日本選手権大会が開催され、翌1984年には第2回けん玉道西日本選手権大会が、日本けん玉協会初代会長・藤原一生を招いて、広島廿日市のヒロシマナタリーで開催された。この大会はけん玉とヨーヨーの両方の大会だった。大会開催の経緯は、藤原会長が著書に「けん玉の発祥は大正12年の浅草」と書いた部分を見た本郷東平が抗議し、藤原会長が調査に廿日市を訪れ、本郷が資料を見せて、藤原会長が誤りを認めて、そのお詫びとして廿日市で西日本選手権大会を開催させて欲しいという申し出があり実現したものという。
2015年現在、国内でのけん玉競技人口は300万人といわれる。
2020年9月28日、山形県長井市が市民からの要望により、けん玉を『市技』に定める条例を制定、施行された。同様の取り組みとして広島県尾道市が条例で囲碁を市技に定めた例がある。長井市は国内で唯一、サイズなど厳格な基準を満たした競技用けん玉が生産されており、けん玉を43ヵ国に輸出している。条例の制定で知名度アップ狙い、観光客の獲得につなげたいと目論む。
21世紀初頭では、前述の「競技用けん玉」が一般的となったが、民芸品や単純な玩具としてのけん玉も各地に存在する。安価なけん玉は中国などの海外で製造されている。また、1945年まで日本が統治していた台湾でも、日月球（リーユエチュウ）や劍球（ジエンチュウ）と称してけん玉が遊ばれている。

## スポーツけん玉

### 海外での流行（ストリートカルチャー）として
1980年頃に競技用けん玉の登場を機に国内でブームが起きたが、以降は小学生や一部のファンのみに支えられている状況だった。2007年にアメリカのコリン・サンダーが日本から持ち帰ったけん玉をヒップホップ系の音楽に合わせて様々な技を披露する様子を動画サイトに投稿。音楽に合わせて次々と技を決める動画がネット上で「クールでカッコいい」などと話題となり、アメリカでスケートボードやスノーボード、BMX、ヨーヨーと同様にストリートカルチャーとして広がり始め、ファッション性の高い遊びとして火が付いた。グローバルけん玉ネットワーク（GLOKEN）代表・窪田保によれば、けん玉がアメリカなどで徐々に広がり始めたのは2000年代半ば頃で、アメリカで有名なフリースタイルスキーヤーのジェイピー・オークレイルが日本に来た時にけん玉に興味を抱いて、スキーのDVDの特典映像に自身がけん玉をやっている姿を収録した。それを見たアメリカのスキーヤーやスノーボーダーがけん玉をやり始めて、世界中に普及し始めたと思う、と述べている。
日本では決められた技を正確に決めることが良しとされるが、海外では持ち方も自由で、ダンスをしながら技を決める人もいて「自分を表現するための道具」にしていることに自身も衝撃を受け、「彼らと一緒にやりたい」「日本のけん玉と世界の価値観をつなげたい」という思いからGLOKENを創設したという。以降、欧州やアジアにも流行が広がり、これがきっかけでけん玉はKENDAMAとして世界中で認知されるようになった。以降、新たなスポーツやパフォーマンスとして認知され、人気プロ選手も出てきており、海外で急速に広がりを見せるようになっている。それまで地味なイメージがあったけん玉は、「ストリートけん玉」で、世界的なブームとなった。逆輸入の形で日本でもブームが広がった。近年ではメディアに取り上げられる機会も増えている。近年ではフリースタイルけん玉選手権に出場する女性プレイヤーの増加により"ダマガール"という呼称も生まれており、2025年8月に『ダマガール』というタイトルの映画の公開も決まっている。

## 日本けん玉協会
公益社団法人である日本けん玉協会が、けん玉道と規定した級位段位認定制度、各種大会の主催、その他各種行事の開催などを行っている。尚、協会が行っていた認定けん玉販売部門は、現在一般社団法人国際けん玉サポートセンターに移転している。
同協会主催のけん玉道日本一を決める大会は以下の通り。
- 日本けん玉協会ジュニア杯争奪戦
- 日本けん玉協会杯（JKA杯）争奪戦（通称JKAカップ）
- 全日本けん玉道選手権大会
- 全日本少年少女けん玉道選手権大会（文部科学大臣杯）
- 全日本クラス別けん玉道選手権大会
- 全日本けん玉道パフォーマンス大会
- 全日本けん玉道もしかめ選手権大会
- 全日本マスターズけん玉道選手権大会（2008年より）

## グローバルけん玉ネットワーク（GLOKEN）
一般社団法人グローバルけん玉ネットワーク（通称GLOKEN/グロケン）が2012年に設立され、2014年からはけん玉発祥の地とされる広島県廿日市市にてけん玉ワールドカップを毎年開催。その他、日本けん玉協会が定める「けん玉道」の規定にとらわれない競技大会や、イベント、けん玉検定の運営や指導者研修などを通じて、けん玉の普及活動に努めている。法人設立時から現在までの代表理事は窪田保。
主な活動・取組みは
- けん玉ワールドカップ の開催
- けん玉検定 の運営
- けん玉先生資格制度 の運営
- けん玉あそび研究所＋ の運営
- けん玉の日 の制定
- NHK紅白歌合戦でのギネス世界記録™チャレンジプロデュース
- 競技用けん玉開発 の監修
- 国内外でのけん玉普及活動、競技大会運営協力

等

## 各部の名称
右図を参照のこと。「けんの根元」は便宜上の名称。なお、小皿とは両サイドの2つの皿のうち「小さい方の皿」、中皿とは3つの皿のうち「真ん中の位置にある皿」という意味であり、大きさは一般的に大皿>小皿>中皿となっている。中皿という名は、かつては「えんとつ」といわれていたものが1977年に愛好家によって中皿と決定されたという説と、大皿と小皿ができたときに中皿と名がついたという説がある。

## けん玉の技

### グリップ
技を始める前のけん玉の持ち方。以下は主要なもの。
皿グリップ（大皿グリップ）
親指と人差し指でけんの根元をつまみ、残りの指を小皿に添え、けん先を下に向ける。残りの指を大皿に添えると小皿グリップとなる。
けんグリップ
けん先を上、大皿を手前に向けて皿胴の下のけんを持つ。薬指、小指は添えない場合も多い。
玉グリップ
玉を持つグリップ。穴を真上にする場合が多い。
ろうそくグリップ
中皿を上にしてけん先を持つ。
つるしグリップ
糸の中程を指で支えてけん玉をぶら下げる。技によって玉をけんにさすかささないか、人差し指に引っ掛けるか親指と人差し指でつまむかは異なる。いずれの場合も糸を余らせて持ってはならない。
極意グリップ
けんを横にし、親指で小皿を、残りの指で大皿を持つ。
おしゃもじグリップ
すべり止めから中皿のふちあたりを軽く握る。

### 構え
以下は主要なもの。
まっすぐ
玉やけんなどを真下に垂らした状態、または玉をけん（けんを玉）に乗せて正面で構えた状態。
ななめ
玉やけんなどを反対の手で持って体側に引き寄せ、地面に対し角度がついた状態。

### 技の分類
けん玉の技は300種類とも5万種類ともいわれているが、以下のような理由で正確な数を把握するのは不可能に近い。
- 同じような技でもグリップや動作の違いで別の技と呼びうるため。例えば玉を大皿に乗せる技でも、けんグリップやつるしグリップなどから始める、玉を振る方向を前・横・けんと体の間などに変える、などすれば厳密には違う技となる。
- それぞれの技は以下のように柔軟にアレンジを加えうるため。
  - 動作の一部を他の動作に置き換える（例：「村一周」で玉を引き上げるべきところ手で玉を大皿に乗せる）。
  - 動作を省く、または新たな動作を加える（例：「うぐいす〜けん」）。
  - 複数の技を連続して行う（例：「つるし一回転飛行機〜はねけん」）。「持ちかえわざ」というつなぎのための技すら存在する。
- 新しい技が今なお創作され続けているため。新しいグリップ・構え・動作、手以外の体の部分の使用、頭上・背後・股下などの空間の利用、あるいは複数のけんや玉の使用など、今後も新しいアイディアが生まれる可能性を秘めている。

以下の技の分類は日本けん玉協会が2000年に定めた「けん玉の技百選」による。
皿系
玉を皿に乗せる技。
もしかめ系
所定の動作（主に皿に乗せる）を繰り返し、持続時間を競う技。
とめけん系
玉を垂直に引き上げ、けん先で受ける技。
飛行機系
けんを玉の穴で受ける技。
ふりけん系
玉を回転させ、けん先で受ける技。
一周系
玉をけんの大皿・小皿・中皿・けん先側の皿胴などの場所に乗せる、またはけん先で受ける動作を連続して行う技。
灯台系
けんの中皿を下にして玉を上に一定時間立てる技。またはある技が決まった状態からけん玉を放り投げて玉を取り、けんを玉の穴で受ける技。
すべり系
けんに乗せた玉をけんから離さずに別の場所に移動させる技。
まわし系
玉を空中で回転させけん先で受ける、またはけんを空中で回転させ玉の穴で受ける技。
うぐいす系
玉を、穴がけん先側またはけんじり側の大皿（小皿）のふちに接した状態でけんに一定時間乗せる技。
極意系
玉を、けんの上の不安定な場所に一定時間乗せる技。名前の由来は日月ボールの頃に最も難しい技とされていたことから。
静止系
けんを、不安定な形で玉の上に一定時間乗せる技。
空中系
けん玉を糸が張った状態で投げ上げて回転させ、玉を取ってけんを穴で受ける、またはけんを取って玉をけん先で受ける技。
あやとり系
けんを糸で作った輪に引っ掛ける技。
特殊系
上記の分類に含まれない技。

## デジケン
バンダイが1997年4月に発売し人気を博した現代版ヨーヨー、ハイパーヨーヨーの流行を追って、タカラ（現在のタカラトミー）が1998年7月25日（博品館での先行販売は6月26日）に発売した電子けん玉。単四電池2本を使用して、技を成功させたり失敗したりする毎に音と光で反応を示す。玉が軽過ぎて受け皿に座らず反発してしまう為、9月には補助部品として受け皿の円周を拡大する輪も発売された。子供の玩具としては大きく重過ぎた為、後に小型版のデジケンミニが発売された。半透明の様々な本体色が存在する。
1. 音と光で遊ぶ「ノーマルモード」
2. 音楽に合わせて玉を動かす「リズムモード」
3. 玉を乗せる場所が指示される「コンビネーションモード」

という3通りの遊び方ができる。
2008年1月24日にはタカラトミーからヤッターマン デジケンミニという商品の発売が予定されていた。
1998年8月に公開された玩具会社が舞台のミュージカル『big 〜夢はかなう〜』の日本版にも登場した。『big ～夢はかなう～』の主催がフジサンケイグループである関係からか、関連会社である扶桑社の雑誌SPA!の連載『渡辺浩弐のバーチァリアン日記』でもデジケンが取り上げられた。
TOKYO FM『三井ゆりのモーニングブリーズ』内のコーナー「おはようタカラジェンヌ」でも『big 〜夢はかなう〜』の出演者と共に紹介された。

### 紹介サイト
- DIGI-KEN（デジケン）マスターへの道
- デジケン - 流行通信 - アーカイブス - キッズ・ウェブ・ジャパン - Web Japan
- 倶楽部　四季-ひとりごと1998年

## ケンダマジック
2008年1月14日から放送が始まった『平成20年度版ヤッターマン』の主人公の使うケンダマジックというけん玉を模した武器の玩具がタカラトミーから2008年4月下旬に発売された。
DXケンダマジック（2940円）は劇中のケンダマジックをそのまま模したデザインで、受け皿の向きの変更と大きさの違う受け皿に交換する事が可能になっている。ケンダマジックNEO（1890円）は劇中のケンダマジックとは全く違うデザインでDXケンダマジックよりも小型な他、スピンホルダーという指掛け穴、個性を出す為のカスタムシール、交換可能な受け皿であるカスタムプレート等、より競技性と改造性を高めている。本体色は4種類。